# Souplesse (gymnastique)
Pour les articles homonymes, voir Souplesse (homonymie).

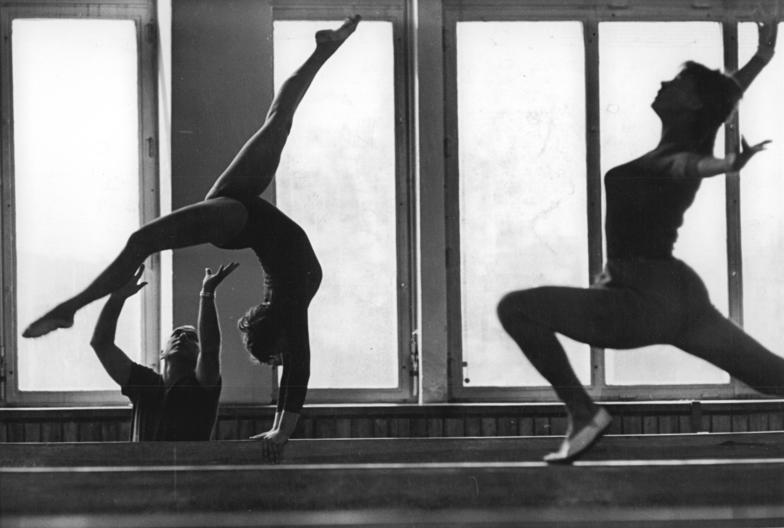
Une gymnaste réalise une souplesse à la poutre (à gauche).

La souplesse ou renversement est une figure acrobatique utilisée principalement en gymnastique, mais aussi dans certains types de danse. En gymnastique artistique elle peut être réalisé au sol ainsi que sur la poutre. Elle est réalisable vers l'avant comme vers l'arrière, on parlera alors de souplesse avant ou souplesse arrière. 
L'élément se décrit comme un renversement vers l'avant ou vers l'arrière pour se retrouver debout après le passage en pont. Comme son nom l'indique, sa réalisation nécessite un niveau de souplesse élevé, notamment de la part du dos, mais surtout des épaules.

## Souplesse avant

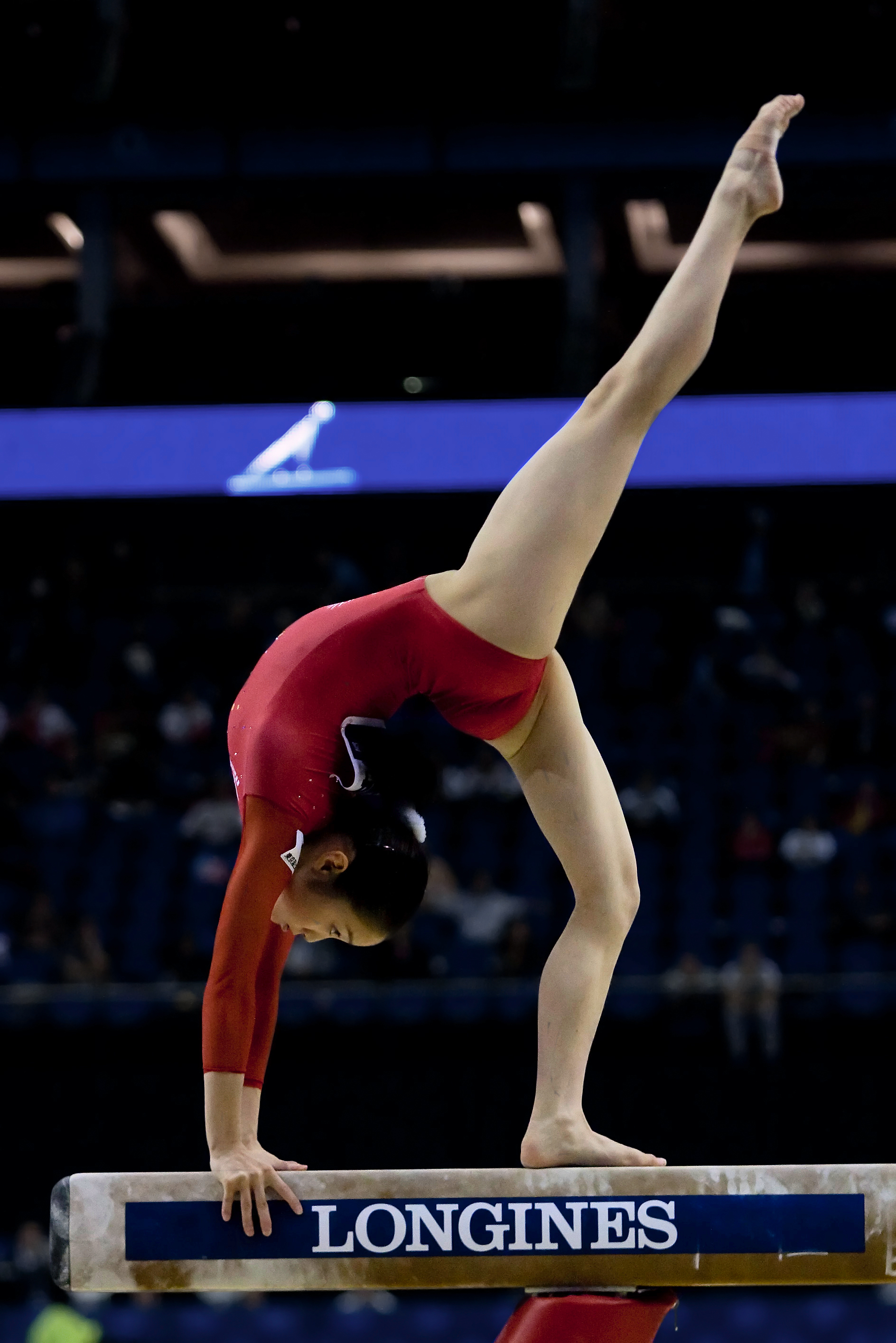

La souplesse avant se réalise départ debout en fente, le corps droit et les bras à côté des oreilles. Le gymnaste pose ses mains devant lui, lance une jambe derrière lui et effectue un appui tendu renversé. Par la suite, il arque le dos et ouvre en épaules jusqu'à ce que le premier pied touche le sol comme pour atteindre la position de pont ; c'est à ce moment qu'il se relève instantanément dans le même mouvement en faisant passer tout son poids sur la jambe au sol, la seconde jambe devant pointer vers le haut, le gymnaste se retrouve alors de nouveau debout. Pour la réalisation d'une souplesse parfaite, une excellente souplesse des épaules est nécessaire, l'écartement des jambes, qui doivent rester tendues, doit atteindre le grand écart, les bras, tendus eux aussi, restent aux oreilles et la tête doit rester penchée en arrière.

## Souplesse arrière
La souplesse arrière est l'exacte inverse de la souplesse avant. Elle se réalise départ debout, une jambe en avant. Le dos est peu à peu cambré, la tête penchée en arrière, jusqu'à ce que les mains touche le sol, atteignant ainsi la position de pont. Directement après le passage en pont, la jambe libre est lancée vers l'arrière, pour faire, grâce à une bonne ouverture d'épaules, basculer l'autre jambe. La souplesse se termine lorsque l'on arrive debout en fente, après le passage par l'ATR.

## Variantes
- Tic-tac : il s'agit là de laisser les mains au sol. On effectue un départ en souplesse avant, jusqu'à la pose du premier pied, puis on termine en souplesse arrière, en jetant la jambe vers l'arrière pour revenir debout.
- Valdez : souplesse arrière, départ assis.